# Haces de vectores holomorfos
En matemáticas, un haz de vectores holomorfos es un haz de vectores complejos sobre una variedad compleja X, tal que el espacio total E es una variedad compleja y la aplicación proyectiva π : E → X es holomorfa. Ejemplos fundamentales son el haz tangente holomorfo de una variedad compleja y su dual, el haz cotangente holomorfo. Un haz de rectas holomorfas es un haz de vectores holomorfos de rango uno.
Según la GAGA de Serre, la categoría de paquetes de vectores holomorfos en una variedad proyectiva compleja suave X (vista como una variedad compleja) es equivalente a la categoría de haces de vectores algebraicos (es decir, paquetes localmente libres de rango finito) en X.

## Definición mediante trivialización
Específicamente, se requiere que las aplicaciones de trivialización
{\displaystyle \phi _{U}:\pi ^{-1}(U)\to U\times \mathbf {C} ^{k}}
sean biholomorfas. Esto equivale a exigir que la función de transición
{\displaystyle t_{UV}:U\cap V\to \mathrm {GL} _{k}(\mathbf {C} )}
sea una aplicación holomorfa. La estructura holomorfa en el paquete tangente de una variedad compleja está garantizada por la observación de que la derivada (en el sentido apropiado) de una función holomorfa valorada por un vector es en sí misma holomorfa.

## Haz de secciones holomorfas
Sea E un paquete de vectores holomorfos. Una sección local s : U → E|U se dice que es holomorfa si, en una vecindad de cada punto de U, es holomorfa en alguna (equivalentemente cualquier) trivialización.
Esta condición es local, lo que significa que las secciones holomorfas forman un haz en X. Este paquete a veces se denomina {\displaystyle {\mathcal {O}}(E)}, o E. Tal haz siempre es localmente libre y tiene el mismo rango que el rango del paquete de vectores. Si E es el paquete de líneas trivial {\displaystyle {\underline {\mathbf {C} }},}, entonces este haz coincide con la estructura del haz {\displaystyle {\mathcal {O}}_{X}} de la variedad compleja X.

## Ejemplos básicos
Hay paquetes de líneas {\displaystyle {\mathcal {O}}(k)} sobre {\displaystyle \mathbb {CP} ^{n}} cuyas secciones globales corresponden a polinomios homogéneos de grado {\displaystyle k} (para {\displaystyle k} un número entero positivo). En particular, {\displaystyle k=0} corresponde al paquete de líneas trivial. Si se toma la cobertura {\displaystyle U_{i}=\{[x_{0}:\cdots :x_{n}]:x_{i}\neq 0\}}, entonces se pueden encontrar grafos {\displaystyle \phi _{i}:U_{i}\to \mathbb {C} ^{n}} definidos por 
{\displaystyle \phi _{i}([x_{0}:\cdots :x_{i}:\cdots :x_{n}])=\left({\frac {x_{0}}{x_{i}}},\ldots ,{\frac {x_{i-1}}{x_{i}}},{\frac {x_{i+1}}{x_{i}}},\ldots ,{\frac {x_{n}}{x_{i}}}\right)=\mathbb {C} _{i}^{n}}
. Se pueden construir funciones de transición {\displaystyle \phi _{ij}|_{U_{i}\cap U_{j}}:\mathbb {C} _{i}^{n}\cap \phi _{i}(U_{i}\cap U_{j})\to \mathbb {C} _{j}^{n}\cap \phi _{j}(U_{i}\cap U_{j})} definidas por 
{\displaystyle \phi _{ij}=\phi _{i}\circ \phi _{j}^{-1}(z_{1},\ldots ,z_{n})=\left({\frac {z_{1}}{z_{i}}},\ldots ,{\frac {z_{i-1}}{z_{i}}},{\frac {z_{i+1}}{z_{i}}},\ldots ,{\frac {z_{j}}{z_{i}}},{\frac {1}{z_{j}}},{\frac {z_{j+1}}{z_{i}}},\ldots ,{\frac {z_{n}}{z_{i}}}\right)}
. Ahora, si se considera el paquete trivial {\displaystyle L_{i}=\phi _{i}(U_{i})\times \mathbb {C} }, se pueden formar funciones de transición inducidas {\displaystyle \psi _{i,j}}. Si se usa la coordenada {\displaystyle z} en la fibra, entonces se pueden formar funciones de transición 
{\displaystyle \psi _{i,j}((z_{1},\ldots ,z_{n}),z)=\left(\phi _{i,j}(z_{1},\ldots ,z_{n}),{\frac {z_{i}^{k}}{z_{j}^{k}}}\cdot z\right)}
 para cualquier número entero {\displaystyle k}. Cada uno de ellos está asociado con un paquete de líneas {\displaystyle {\mathcal {O}}(k)}. Dado que los paquetes de vectores necesariamente retroceden, cualquier subvariedad holomorfa {\displaystyle f:X\to \mathbb {CP} ^{n}} tiene un paquete de líneas asociado {\displaystyle f^{*}({\mathcal {O}}(k))}, a veces denominado {\displaystyle {\mathcal {O}}(k)|_{X}}.

## Operadores de Dolbeault
Supóngase que E es un paquete de vectores holomorfos. Entonces, existe un operador distinguido {\displaystyle {\bar {\partial }}_{E}} definido de la siguiente manera. En una trivialización local {\displaystyle U_{\alpha }} de E, con marco local {\displaystyle e_{1},\dots ,e_{n}}, cualquier sección puede escribirse como {\displaystyle s=\sum _{i}s^{i}e_{i}} para algunas funciones suaves {\displaystyle s^{i}:U_{\alpha }\to \mathbb {C} }.
Ahora, se define un operador localmente mediante
{\displaystyle {\bar {\partial }}_{E}(s):=\sum _{i}{\bar {\partial }}(s^{i})\otimes e_{i}}
donde {\displaystyle {\bar {\partial }}} es el operador de Cauchy-Riemann regular de la variedad base. Este operador está bien definido en todo E porque en una superposición de dos trivializaciones {\displaystyle U_{\alpha },U_{\beta }} con la función de transición holomorfa {\displaystyle g_{\alpha \beta }}, si {\displaystyle s=s^{i}e_{i}={\tilde {s}}^{j}f_{j}} donde {\displaystyle f_{j}} es un marco local para E en {\displaystyle U_{\beta }}, entonces {\displaystyle s^{i}=\sum _{j}(g_{\alpha \beta })_{j}^{i}{\tilde {s}}^{j}}, y así
{\displaystyle {\bar {\partial }}(s^{i})=\sum _{j}(g_{\alpha \beta })_{j}^{i}{\bar {\partial }}({\tilde {s}}^{j})}
porque las funciones de transición son holomorfas. Esto lleva a la siguiente definición: Un operador de Dolbeault en un paquete de vectores complejo suave {\displaystyle E\to M} es un operador lineal {\displaystyle \mathbb {C} }
{\displaystyle {\bar {\partial }}_{E}:\Gamma (E)\to \Omega ^{0,1}(M)\otimes \Gamma (E)}
tal que
- (Condición de Cauchy-Riemann) {\displaystyle {\bar {\partial }}_{E}^{2}=0},
- (Regla de Leibniz) Para cualquier sección {\displaystyle s\in \Gamma (E)} y función {\displaystyle f} en {\displaystyle M}, se tiene que

{\displaystyle {\bar {\partial }}_{E}(fs)={\bar {\partial }}(f)\otimes s+f{\bar {\partial }}_{E}(s)}.
Mediante una aplicación del Teorema de Newlander-Nirenberg, se obtiene lo contrario a la construcción del operador de Dolbeault de un paquete holomorfo:
Teorema: Dado un operador de Dolbeault {\displaystyle {\bar {\partial }}_{E}} en un paquete de vectores complejo suave {\displaystyle E}, existe una estructura holomorfa única en {\displaystyle E} tal que {\displaystyle {\bar {\partial }}_{E}} es el operador de Dolbeault asociado como se construyó anteriormente.
Con respecto a la estructura holomorfa inducida por un operador de Dolbeault {\displaystyle {\bar {\partial }}_{E}}, una sección suave {\displaystyle s\in \Gamma (E)} es holomorfa si y solo si {\displaystyle {\bar {\partial }}_{E}(s)=0}. Esto es conceptualmente similar a la definición de una variedad suave o compleja como espacio anillado. Es decir, basta con especificar qué funciones en una variedad topológica son suaves o complejas para darle una estructura suave o compleja.
El operador de Dolbeault tiene inverso local en términos de un operador homotópico.

## Haces de formas con valores en un paquete de vectores holomorfos
Si {\displaystyle {\mathcal {E}}_{X}^{p,q}} denota el haz de formas diferenciales C∞ del tipo (p, q), entonces el haz de formas tipo (p, q) con valores en E se puede definir como el producto tensorial
{\displaystyle {\mathcal {E}}^{p,q}(E)\triangleq {\mathcal {E}}_{X}^{p,q}\otimes E.}
Estos paquetes son finos, lo que significa que admiten particiones de la unidad.
Una distinción fundamental entre paquetes de vectores suaves y holomorfos es que en este último caso, existe un operador diferencial canónico, dado por el operador de Dolbeault definido anteriormente:
{\displaystyle {\overline {\partial }}_{E}:{\mathcal {E}}^{p,q}(E)\to {\mathcal {E}}^{p,q+1}(E).}

## Cohomología de paquetes de vectores holomorfos
Si E es un paquete de vectores holomorfo, la cohomología de E se define como la cohomología de haz de {\displaystyle {\mathcal {O}}(E)}. En particular, se tiene que
{\displaystyle H^{0}(X,{\mathcal {O}}(E))=\Gamma (X,{\mathcal {O}}(E)),}
que es el espacio de secciones holomorfas globales de E. También se tiene que {\displaystyle H^{1}(X,{\mathcal {O}}(E))} parametriza el grupo de extensiones del paquete de líneas triviales de X por E, es decir, es la sucesión exacta de paquetes de vectores holomorfos 0 → E → F → X × C → 0. Para conocer la estructura del grupo, consúltese también la suma de Baer y la extensión de haz.
Por el teorema de Dolbeault, esta cohomología de haz puede describirse alternativamente como la cohomología de un complejo de cadenas definida por los haces de formas con valores en el paquete holomorfo {\displaystyle E}. Es decir, se tiene que
{\displaystyle H^{i}(X,{\mathcal {O}}(E))=H^{i}(({\mathcal {E}}^{0,\bullet }(E),{\bar {\partial }}_{E})).}

## Grupo de Picard
En el contexto de la geometría diferencial compleja, el grupo de Picard Pic(X) de la variedad compleja X es el grupo de clases de isomorfismo de haces de líneas holomorfas con ley de grupo dada por el producto tensorial, e inversión dada por su dualización. Puede definirse de manera equivalente como el primer grupo de cohomología {\displaystyle H^{1}(X,{\mathcal {O}}_{X}^{*})} del haz de funciones holomorfas que no desaparecen.

## Métricas hermitianas en un paquete de vectores holomorfos
Sea E un paquete de vectores holomorfos en una variedad compleja M, y supóngase que existe una mátrica hermítica en E; es decir, las fibras Ex están equipadas con productos internos <·,·> que varían suavemente. Entonces existe una connection ∇ única en E que es compatible tanto con la estructura compleja como con la estructura métrica, llamada conexión Chern; es decir, ∇ es una conexión tal que
(1) Para cualquier sección suave s de E, {\displaystyle \pi _{0,1}\nabla s={\bar {\partial }}_{E}s} donde π0,1 toma el componente (0, 1) de un 1-forma E-valuada.
(2) Para cualquier sección suave s, t de E y un campo vectorial X en M,
{\displaystyle X\cdot \langle s,t\rangle =\langle \nabla _{X}s,t\rangle +\langle s,\nabla _{X}t\rangle }
donde se escribe {\displaystyle \nabla _{X}s} para la contracción de {\displaystyle \nabla s} por X (esto equivale a decir que el transporte paralelo por ∇ preserva la métrica <·,·>).
De hecho, si u= (e1, …, en) es un marco holomorfo, entonces sea {\displaystyle h_{ij}=\langle e_{i},e_{j}\rangle } y defínase ωu mediante la ecuación {\displaystyle \sum h_{ik}\,{(\omega _{u})}_{j}^{k}=\partial h_{ij}}, que se escribe de manera más simple como:
{\displaystyle \omega _{u}=h^{-1}\partial h.}
Si u'= ug es otro cuadro con un cambio holomorfo de base g, entonces
{\displaystyle \omega _{u'}=g^{-1}dg+g\omega _{u}g^{-1},}
y entonces ω es de hecho una forma de conexión, dando lugar a ∇ por ∇s= ds + ω · s. Ahora, dado que {\displaystyle {\overline {\omega }}^{T}={\overline {\partial }}h\cdot h^{-1}},
{\displaystyle d\langle e_{i},e_{j}\rangle =\partial h_{ij}+{\overline {\partial }}h_{ij}=\langle {\omega }_{i}^{k}e_{k},e_{j}\rangle +\langle e_{i},{\omega }_{j}^{k}e_{k}\rangle =\langle \nabla e_{i},e_{j}\rangle +\langle e_{i},\nabla e_{j}\rangle .}
Es decir, ∇ es compatible con la estructura métrica. Finalmente, dado que ω es una forma (1, 0), el componente (0, 1) de {\displaystyle \nabla s} es {\displaystyle {\bar {\partial }}_{E}s}.
Sea {\displaystyle \Omega =d\omega +\omega \wedge \omega } la forma de curvatura de ∇. Dado que {\displaystyle \pi _{0,1}\nabla ={\bar {\partial }}_{E}} es cuadrado a cero según la definición de un operador de Dolbeault, Ω no tiene componente (0, 2) y dado que se muestra fácilmente que Ω es sesgado-hermítico, tampoco tiene componente (2, 0). En consecuencia, Ω es una forma (1, 1) dada por
{\displaystyle \Omega ={\bar {\partial }}_{E}\omega .}
La curvatura Ω aparece de manera prominente en el teorema de desaparición para una cohomología de haces de vectores holomorfos mayor, como por ejemplo, en el teorema de desaparición de Kodaira y en el teorema de desaparición de Nakano.